# Н'яунг-у Саврахан
Н'яунг-у Саврахан (бірм. ညောင်ဦး စောရဟန်; 924 — 1001) — 5-й володар Паганського царства у 956—1001 роках. Відомий також як Таунгтуг'ї Мін (бірм. တောင်သူကြီးမင်း). Низка дослідників рахує його як Саврахана II (разом з легендарним засновником Другої династії Паган).

## Життєпис
Власне ім'я Саврахан. Уродженець чи був власник поселення Н'яунг-у, звідки його повне прізвище. Можливо був одним з вождів м'янма чи очільником селянського повстання проти царя Тхейнко. За легендою і «Королівськими хроніками» вбив останнього за те, що той зірвав огірок в городі Саврахана. Потім став правителем, отримавши прізвисько Огірковий володар (Таунгтуг'ї Мін).

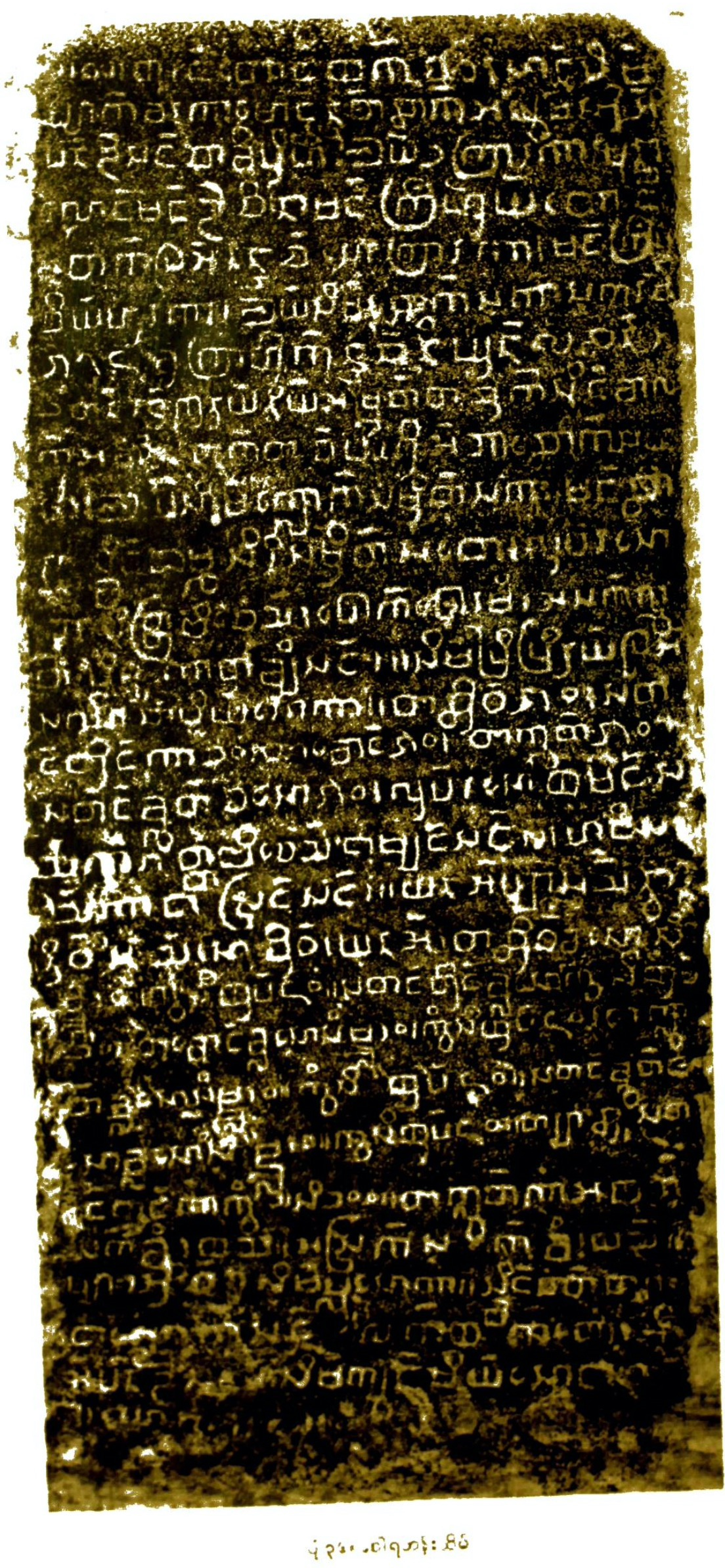
Напис Н'яунг-у Саврахана

Є найдавнішим правителем Пагану, чиє існування було підтверджено написами — на вотивній табличці, на якій зазначено відновлення храму, яке він ініціював. Крім того, він побудував 5 відомих споруд у Пагані, зокрема пагоду Пахтотхам'я в старому місті та Бупая (відома як «Гарбузова пагода», зруйнована землетрусом 1975 року). Вони зведенні в так званному «монському стилі», оскільки їх зводили архітектори з держави Татон. До його володаря Савархан відправив будийських ченців з прохання про майстрів та митців.
Відповідно до вчених, саме під час його панування завершується централізація держави, відбувається підкорення рештків племен м'янма, а влада вождів племен остаточно скасовується. До періоду Саврахана дослідники також відносять створення бірманського письма.
1001 року повалений Чунсо Чаунґп'ю з династії П'їнбу.